# 耶罗岛
耶罗岛（西班牙語：El Hierro），是西班牙加那利群岛西南部的一座火山岛，行政上属于圣克鲁斯-德特内里费省管辖。人口1万多人。
|            |            |
| 耶罗岛旗帜 | 耶罗岛徽章 |

## 历史
耶罗岛上最早的原住民是宾巴切人（Bimbache）。耶罗岛于1405年被欧洲探险家让·德贝当古征服。他开始时保证宾巴切人的自由，所以也没有遭到原住民的反抗。但这个保证被他儿子抛弃，大部分宾巴切居民被贩卖为奴隶。后来诺曼人和西班牙人开始移到此岛居住。

### 2011年地震活动
2011年7月开始，位于耶罗岛南部海域海底的一座火山开始活动，将附近海水变成绿色和褐色，海面上出现大量泡沫。

## 行政区划
耶罗岛隶属圣克鲁斯-德特内里费省，划分为三个市镇：巴尔韦德、拉弗龙特拉、耶罗岛埃尔皮纳尔。巴尔韦德为耶罗岛的首府。

## 生物

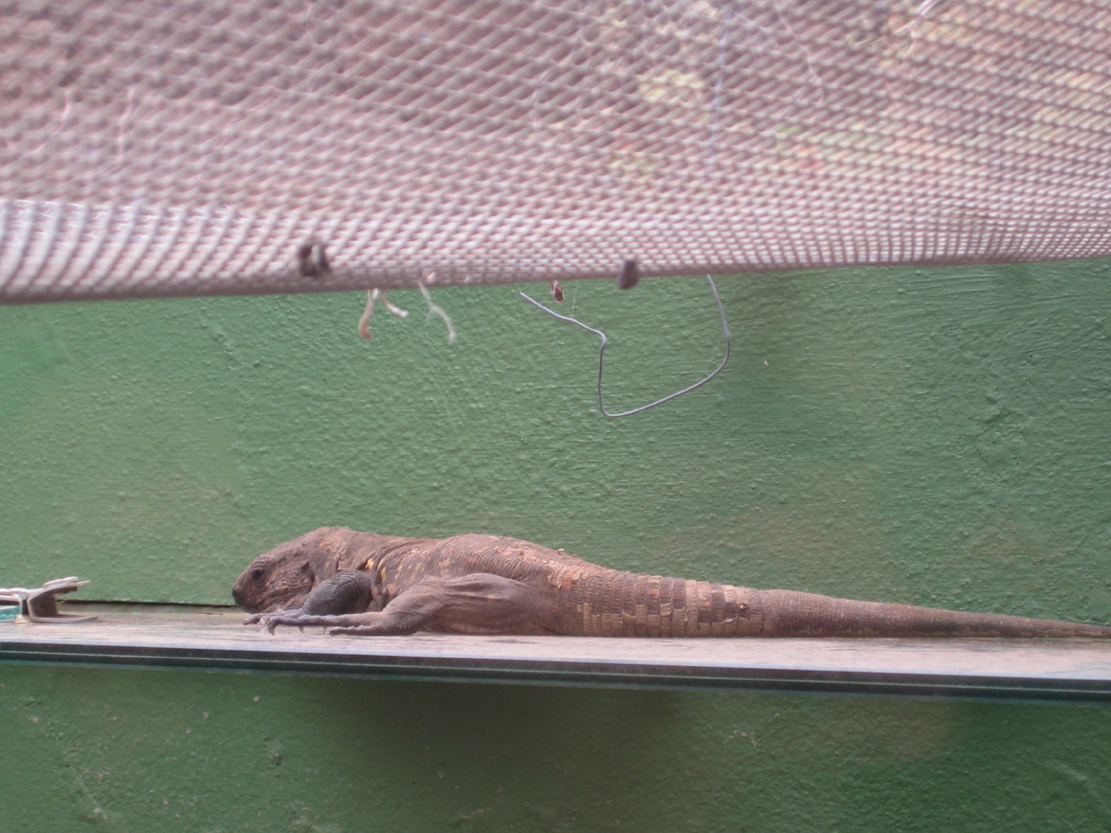
辛氏蜥

岛上有许多包括辛氏蜥在内的独特物种。

## 能源
该岛自2011年開始全島能源自给的計畫，2014年6月底戈洛納風力發電場上線之後，成为世界上第一个完全利用可再生能源的岛屿（島上仍有火力發電廠以備不時之需）。

## 旅游和交通

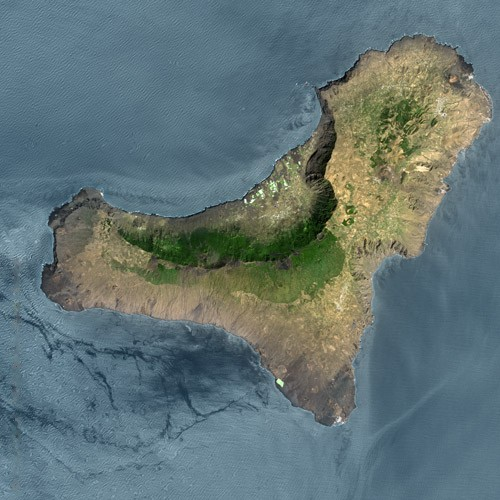
耶罗岛卫星图

像加那利群岛的其它岛屿一样，耶罗岛也是一个吸引游客的地方。岛上有一个小型机场耶罗机场，及轮船码头。两者都通往特内里费岛。虽然在耶罗岛上也有一个国家旅馆，但大部分的旅馆住宿由许多小型的家庭旅馆来提供。作为一个联合国教科文组织认定的生物圈保护区，耶罗岛限制只能建不多于两层的房子及建筑面积不多于整个岛面积的一半。耶罗岛比其它六岛保存着更传统的自然面貌和社会结构。

## 子午线岛
耶罗岛的昵称为子午线岛（西班牙語：Isla del Meridiano）。耶罗岛在欧洲历史上英帝国之外被视为本初子午线。早在公元2世纪克劳狄乌斯·托勒密就考虑把本初子午线定为当时已知世界的最西端，这样的话地图上就可以只用正数来表达经度。在1634年在路易十三和黎塞留统治下的法国决定用穿过耶罗岛的子午线在地图上定位，因为耶罗岛在当时被视为旧大陆的最西端。

## 图集

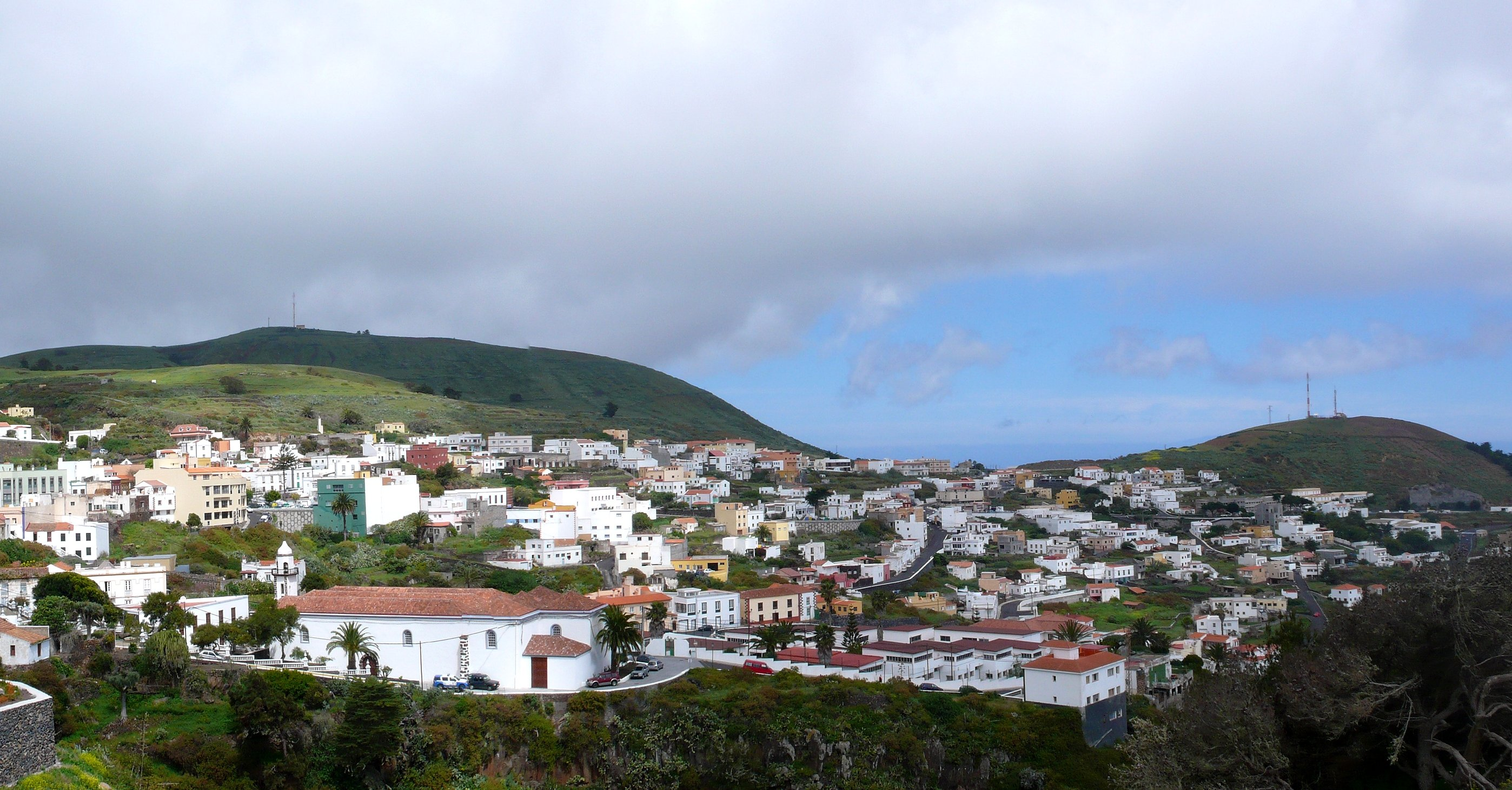
首府巴尔韦德
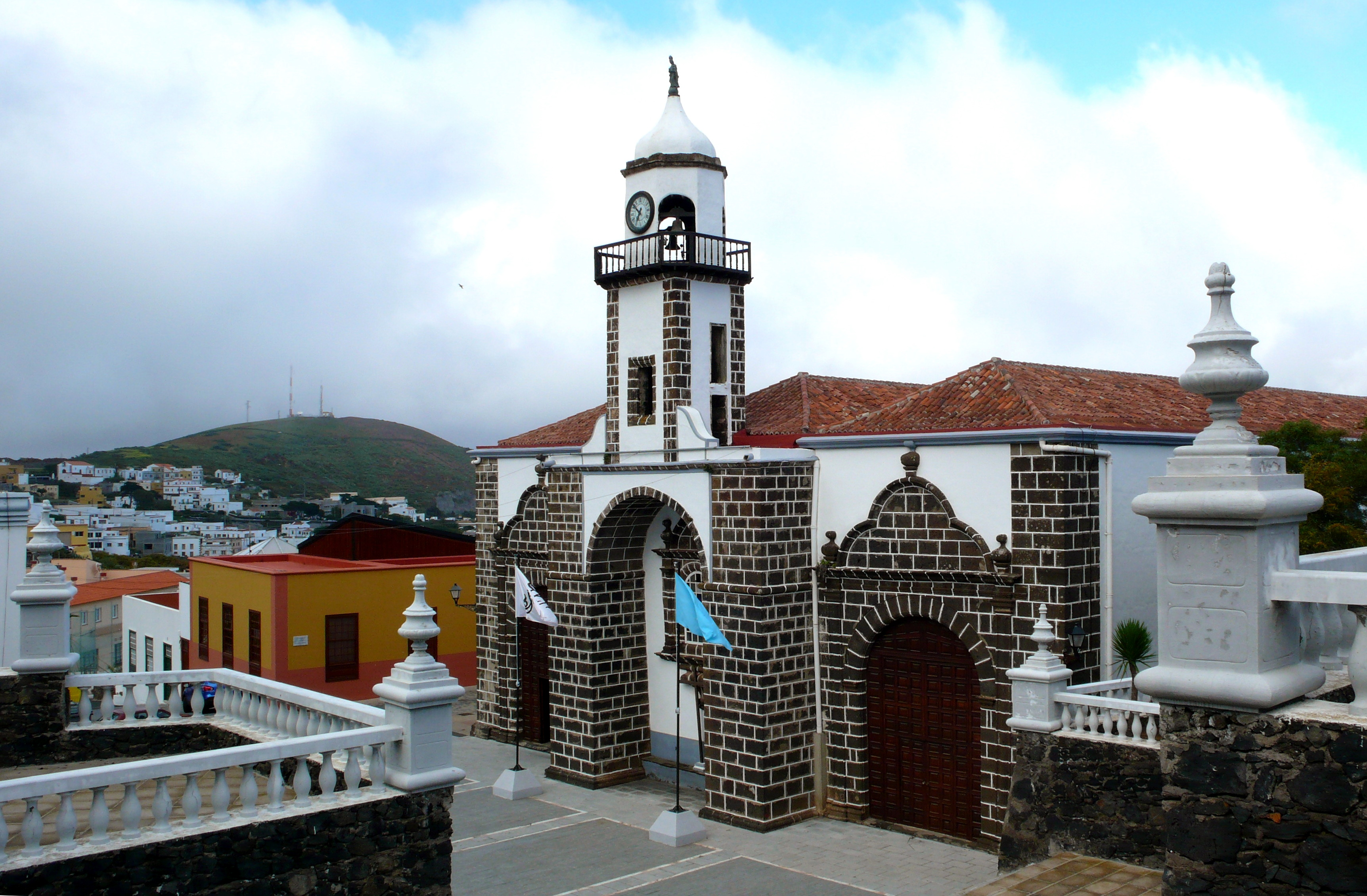
巴尔韦德的教堂
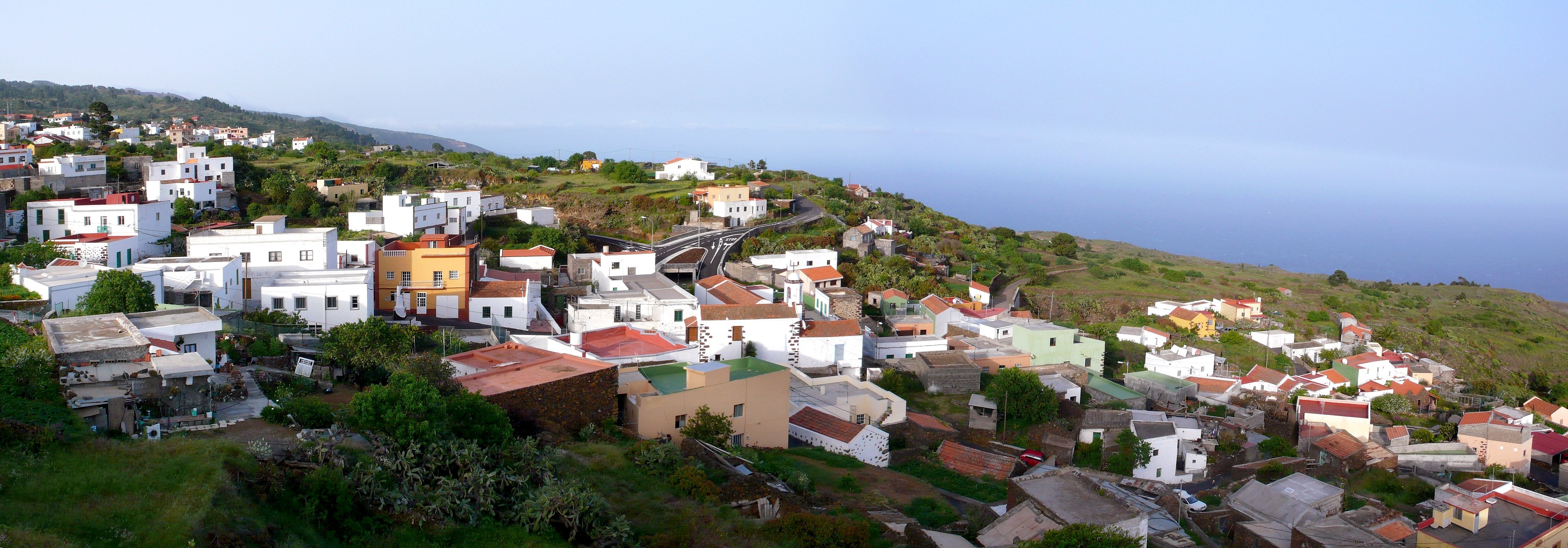
岛上小镇
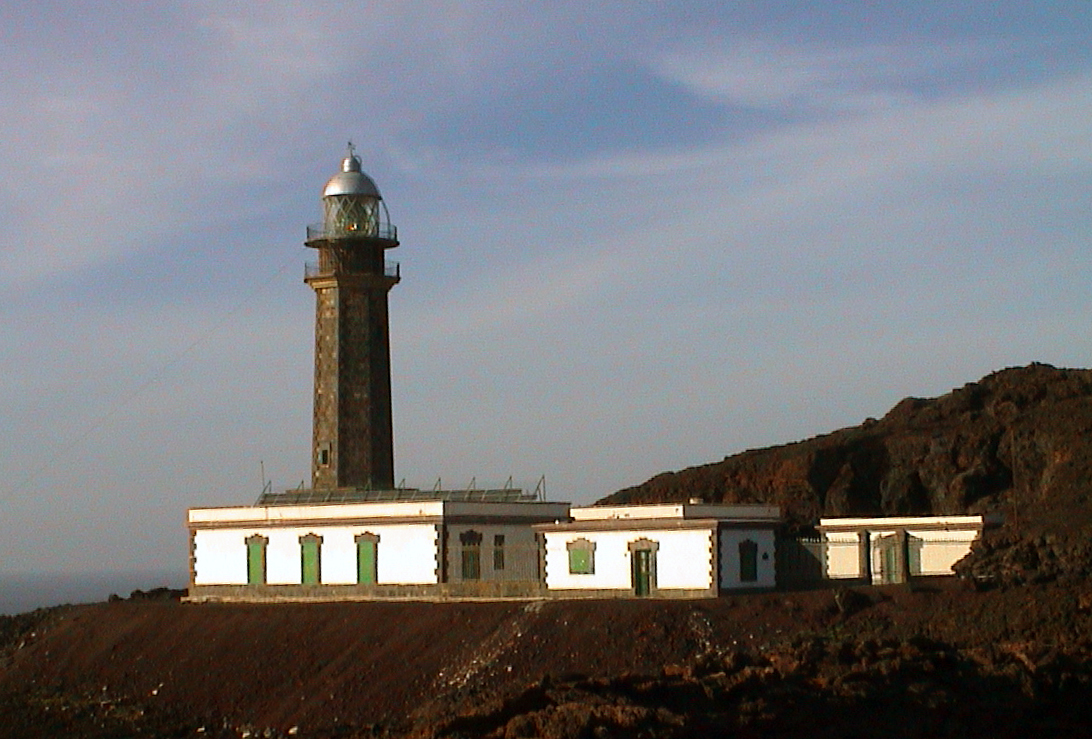
建成于1933年的灯塔
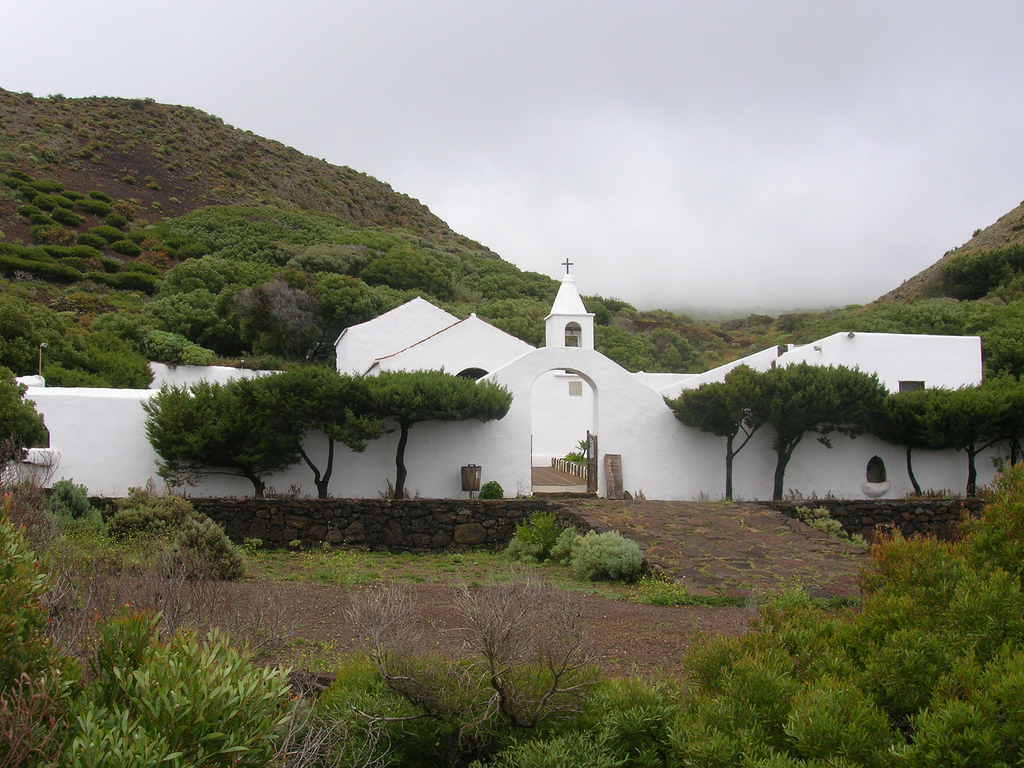
修道院
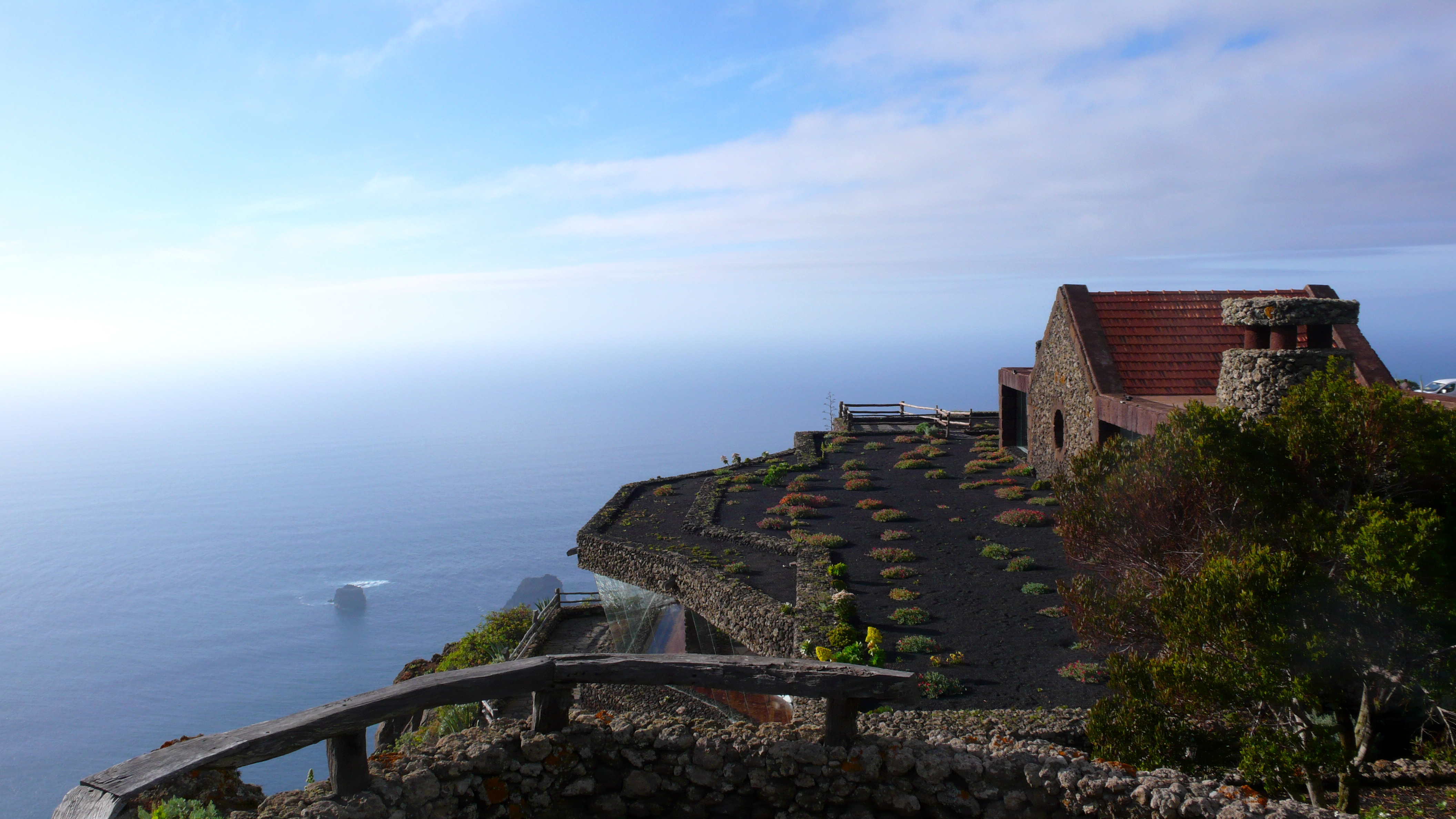
观景台
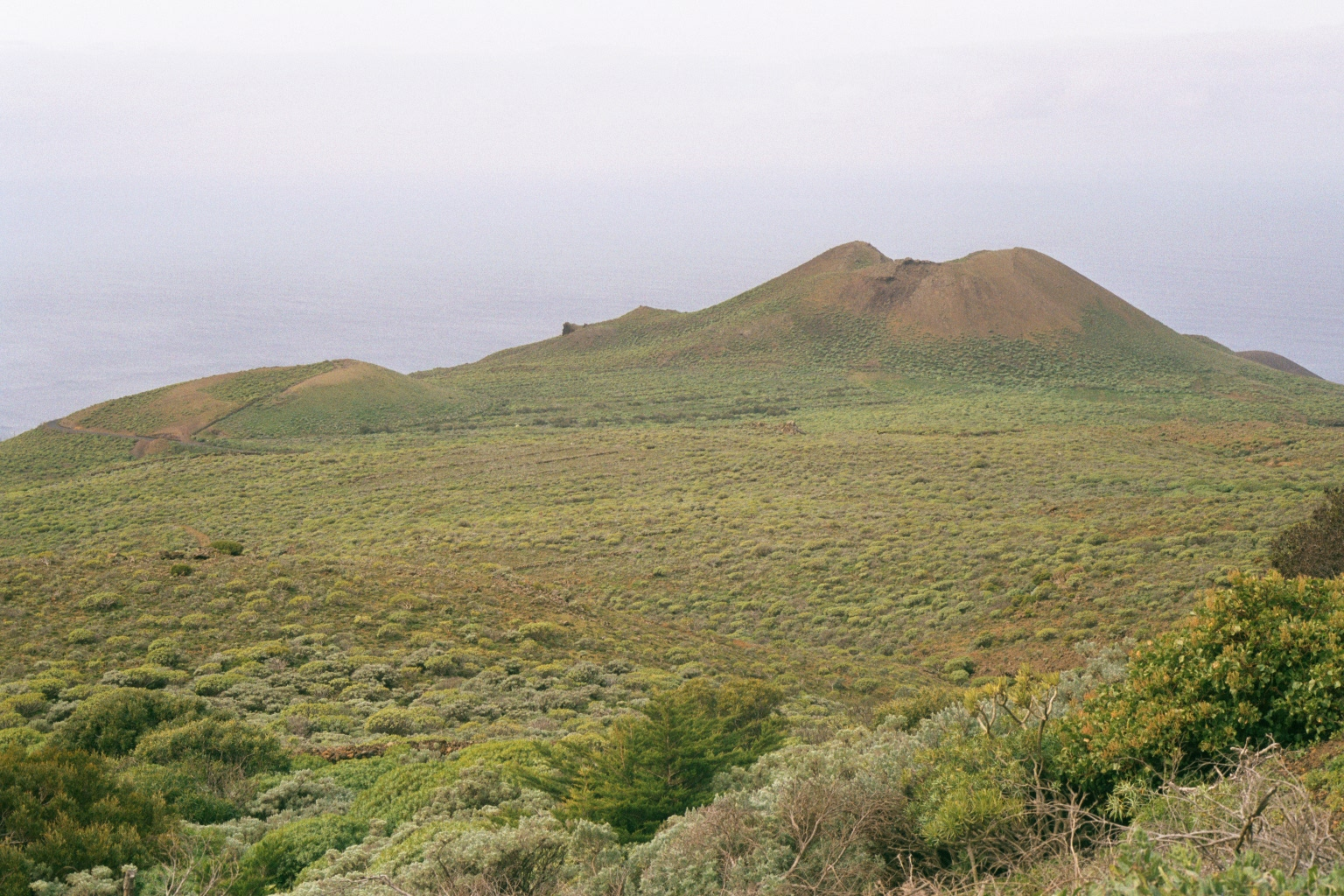
耶罗岛最西端。也是欧洲人在哥伦布发现美洲之前所知晓的最西端。